# Les Trois Rois Mages
Pour plus de détails, voir Fiche technique et Distribution.
Les Trois Rois Mages (titre espagnol : Los reyes magos) est un film de Noël d'animation franco-espagnol réalisé par Antonio Navarro, sorti en 2003.
Ce film retrace le parcours des trois rois Mages.

## Synopsis
Cette année, le jeune Jim n'a pas reçu un seul cadeau. Son grand-père lui raconte cependant que tout n'est pas perdu : les trois Rois Mages ne sont pas encore passés et il suffit d'y croire.
Comme il y a deux mille ans en Judée, quelques jours avant la naissance de Jésus, quand Gaspard, Melchior et Balthazar, les trois Mages appelés et guidés par une mystérieuse étoile, ont uni leurs pouvoirs et leur sagesse pour se lancer dans la première chasse au trésor de l'Histoire. Leur mission : retrouver trois attributs royaux et les offrir au futur nouveau-né.

## Fiche technique
- Titre : Les Trois Rois Mages
- Titre espagnol : Los reyes magos
- Réalisation : Antonio Navarro
- Scénario : Juan Ignacio Peña, Juanjo Ibáñez et Javier Aguirreamalloa
- Musique : José Battaglio, Kaelo del Río et Adrian Salinas
- Production : Eduardo Campoy et Claude Carrère
- Société de production : Animagicstudio, Carrere Group D.A. et TeleMadrid
- Société de distribution : Carrere Group (France)
- Pays :  France,  Espagne,  Royaume-Uni et  Irlande
- Genre : Animation
- Durée : 76 minutes
- Dates de sortie : 
  -  Espagne : 19 décembre 2003
  -  France : 8 décembre 2004

## Distribution

### Version française
- Olivier Perrier
- André Wims
- Eriq Ebouaney
- François Nadin
- Féodor Atkine
- Coraly Zahonero
- Frank Lorrain

### Version espagnole
- José Coronado : Gaspard
- Juan Echanove : Melchior
- Imanol Arias : Balthazar
- Javier Gurruchaga : Hérode
- Iñaki Gabilondo : Baruch
- José Sancho : Alfredo
- David Robles : Tobias
- Mar Bordallo : Sara
- José Luis Angulo : Belial

### Version anglaise
- Martin Sheen : Gaspard
- Gary Anthony Stennette : Balthazar
- Craig Stevenson : Hérode
- Emilio Estevez : Jimmy
- Stephen Hughes : Belial
- Christiane Kroll : Midas
- Jaci Velasquez : Sara